# Saarower Segler-Verein am Werl

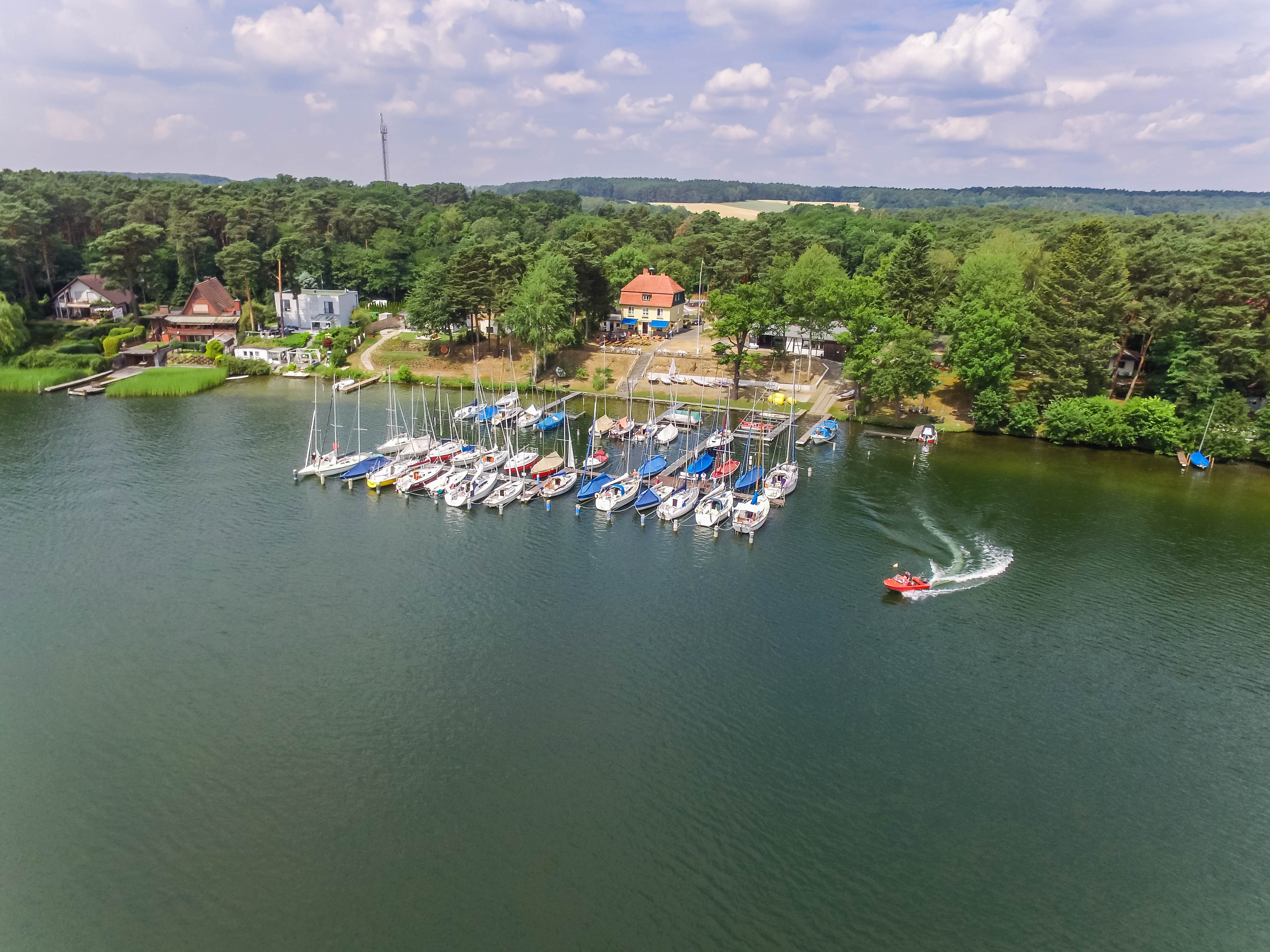
Wasseransicht des SSVaW.

Der Saarower Segler-Verein am Werl e.V. (SSVaW) ist ein Segelverein am Scharmützelsee in Bad Saarow, Brandenburg. Er ging 1990 aus der BSG Pneumant Fürstenwalde hervor und befindet sich in der Bucht „Alte Eichen“. Der SSVaW ist im Leistungssport sowie im Kinder- und Jugendsegeln aktiv und hat eine der größten Jugendseglerabteilungen Brandenburgs.

## Geschichte

### BSG Chemie Fürstenwalde: Sektion Segeln (1951–1971)
Die Sektion Segeln der Betriebssportgemeinschaft Chemie Fürstenwalde wurde 1951 auf dem Gelände der ehemaligen Außenstelle des Zeuthener Segler-Vereins in Bad Saarow-Pieskow gegründet. Die Zeuthener Motorbootrennfahrer nutzen das Gelände seit 1949 und teilten sich das Grundstück auch in den Anfängen noch weiterhin mit den Seglern. Das noch heute existierende Clubhaus wurde 1927 errichtet und 1951 durch die Segler umgebaut und instand gesetzt wurde. Außerdem wurde ein Bootsschuppen aus Holz errichtet. Zur Sektion Segeln zählten zur Gründung 19 Mitglieder, die auf einer O-Jolle und sechs Piraten des Reifenwerks Fürstenwalde segelten.
Bereits ein Jahr später konnten 1952 erste sportliche Erfolge verzeichnet werden. In der Bootsklasse Pirat wurde die Besatzung Pfuhl/Richter Bezirksmeister. Im Jahr 1954 kam es zur erstmaligen Teilnahme an DDR-Meisterschaften mit drei Piraten-Jollen.
Seit dem Jahr 1957 war es möglich, in der BSG Chemie Fürstenwalde den „Befähigungsnachweis Segeln“ zu erhalten. Hierfür wurde eine Prüfungskommission gebildet, die die Prüfung zuerst für die Gesellschaft für Sport und Technik (GST), ab 1975 für den Bund Deutscher Segler (BDS) abnahm. Die Mitgliederzahl der Sektion Segeln stieg auf 60 Mitglieder an.
Mitte der 1960er-Jahre begann die Segelausbildung von Kindern und Jugendlichen zunächst in zwei selbstkonstruierten Cadet-Jollen. Bereits ein Jahr später konnten die ersten sportlichen Erfolge mit einem 1. Platz in der Kinder- und Jugendspartakiade des Bezirks Frankfurt/Oder 1966 erzielt werden. In den Folgejahren folgten die Titel „Deutscher Meister“ und „Bezirksmeister“ 1967. Die Scharmützelseewoche, die mit Unterbrechung während des Zweiten Weltkriegs seit 1921 ausgetragen wird, etablierte sich zu Pfingsten als Ranglistenregatta für die Klassen Jollenkreuzer, 420er, FD, Pirat und O-Jolle. Mit dem O-Jollencup richtet die BSG Chemie Fürstenwalde ab 1969 eine weitere Regatta auf dem Scharmützelsee aus.

### BSG Pneumant Fürstenwalde: Sektion Segeln (1971–1990)
Am 13. Mai 1971 wurde der Verein nach dem Fürstenwalder Reifenhersteller Pneumant in BSG Pneumant Fürstenwalde umbenannt. Weitere sportliche Erfolge der Segler folgten in den 1970er-Jahren. Außerdem wuchs die Zahl der Mitglieder auf 100 an. Das Bootshaus wurde zwischen 1985 und 1986 um ein Bootslager, Sanitäranlagen und einen Veranstaltungsraum erweitert. Die Arbeiten erfolgten dabei in Eigenleistung, das Material wurde vom Trägerbetrieb zur Verfügung gestellt. Im Jahr 1987 wurde die DDR-Meisterschaft der Jollen-Gruppe II ausgetragen. Die Mitgliederzahlen entwickelten sich in den 1980er-Jahren auf etwa 110 Personen.

### Saarower Segler-Verein am Werl e.V. (seit 1990)
Der Trägerbetrieb der BSG Pneumant empfahl den material- und kostenintensiven Sektionen eine Ausgründung in eigenständige Vereine. Am 30. April 1990 wurde der Saarower Segler-Verein am Werl von der BSG Pneumant Fürstenwalde entpflichtet sowie die Gelände und Gebäude in Eigennutzung und -bewirtschaftung übernommen. Auch die Vereinsboote konnten vom Trägerbetrieb als Volkseigentum weitergenutzt werden. Namensgebend waren die beiden Inseln in unmittelbarer Nähe des Hafens im Scharmützelsee. Im gleichen Jahr wurde die vorhandene Steganlage um 14 Liegeplätze erweitert.
Ebenfalls 1990 trat der SSVaW dem Verband Brandenburgischer Segler (VBS) auf dessen Gründungsverbandstag am 20. September 1990 bei. Außerdem wurde der SSVaW Mitglied im Deutschen Segler-Verband (DSV) (BG004) und im Landessportbund Brandenburg (LSB) (161035).
1994 wurde die Steganlage erneut um 14 auf 62 Liegeplätze erweitert. Zwischen 1996 und 2006 wurde das Clubhaus umfassend saniert und ausgebaut und um einen Anbau und Jugendraum erweitert. Das 60-jährige Vereinsjubiläum wurde 2011 im Rahmen einer Langstreckenregatta als großes Fest gefeiert und alle umliegenden Vereine eingeladen. Die Jugendabteilung wuchs bis 2020 auf 35 Jugendsegler. Trotz der Einschränkungen durch die Corona-Pandemie führte die Jugend regelmäßig Trainings entsprechend der Regularien durch und konnte auch im Winterhalbjahr für alle brandenburgischen Jugendsegler eine wöchentliche Athletikkonferenz durchführen.
Das 70-jährige Vereinsjubiläum im Jahr 2021 sollte ebenfalls groß gefeiert werden. Die weiterhin unsichere Planungslage durch die Corona-Pandemie führten schließlich zu einer Absage der Festivitäten. Die Feier wurde in kleinerem Rahmen im Spätsommer 2021 nachgeholt.

## Regatten
Die Scharmützelseewoche ist eine Traditionsregatta seit 1921, die bereits vor der Gründung des SSVaW auf dem Scharmützelsee ausgetragen wurde. Die erste Regatta nach dem Zweiten Weltkrieg hatte 1951 mehr als 200 Starter. Seit 1968 wird diese als Pfingstregatta für die Bootsklassen 420er, Flying Dutchman, Pirat und O-Jolle ausgetragen. Durch wechselndes Interesse etablieren sich zwischenzeitlich auch andere Bootsklassen. So wurde die Scharmützelseewoche 2023 als German Open der RS Aero 9 ausgetragen.
Der Werlcup wurde zwischen 1997 und 2021 als ausschließliche Regatta für die Jugendbootsklassen Ilca, 420er und 29er ausgetragen. Da sich in den letzten Jahren Absagen aufgrund mangelnder Meldungen häuften, wurde diese Regatta seit 2023 nicht mehr ausgeschrieben.
Darüber hinaus trägt der SSVaW jährlich verschiedene regionale Regatten nach Yardstickwertung aus. Hierzu gehören die Langstreckenregatta und die offene Vereinsmeisterschaft.
Der SSVaW war und ist häufig Ausrichter internationaler Meisterschaften:
- 1980: 3. Meisterschaft im Brettsegeln
- 1987: DDR-Meisterschaft Jollen Gruppe II
- 1990: DDR-Meisterschaft Pirat
- 1993: Internationale Deutsche Meisterschaft 420er
- 1997: Internationale Deutsche Meisterschaft Ixylon
- 2021: Landesjugendmeisterschaft 29er
- 2023: German Open RS Aero 9
- 2024: Internationale Deutsche Meisterschaft Kielzugvogel

Andere, mittlerweile nicht mehr ausgetragene Regattaserien des SSVaW waren der O-Jollencup, der Drachenpokal und der Yardstick-Cup.

## Jugendabteilung
Die Förderung des Kinder- und Jugendsegelns im Breiten- und Leistungssport ist fester Bestandteil der Philosophie des SSVaW. Die Kinder und Jugendlichen erlernen dabei in wöchentlichen Trainingseinheiten die Grundlagen des Segelns sowie darauf aufbauende Regattakenntnisse. Neben dem Wassertraining wird auch Athletik- und Theorietraining durchgeführt. Das vierköpfige ehrenamtlich agierende Trainerteam trainiert die Jugendmitglieder in zwei nach Alter getrennten Trainingsgruppen. Der Verein verfügt über eine Vielzahl von modernen Vereinsbooten der Klassen Optimist, Cadet, Ilca, 420er und 29er, die von den Kindern und Jugendlichen genutzt werden können. Zur Absicherung des Trainingsbetriebs und der Regatten stehen zwei motorisierte Trainer und zwei Schlauchboote zur Verfügung.

## Seesport, Kuttersegeln
Der Seesportverein Hanseat Finkenheerd aus Müllrose ging 2011 in den SSVaW über. Deshalb ist der SSVaW heute im Besitz einer Ixylon, des Kutters ZK10 „Kraftwerk“ und des Motorkutters „MK1“, der häufig bei Regatten als Startschiff eingesetzt wird.
Der ZK10 geht mit seiner Mannschaft auch heute bei Regatten wie dem Ostseepokal oder dem Blauen Band vom Stettiner Haff in Ueckermünde an den Start. Interessierte Vereinsmitglieder und Gäste haben außerdem die Möglichkeit, einen Törn auf einem Kutter beim SSVaW anzufragen.
Hanseat Finkenheerd wurde 1984 gegründet und hatte circa 80 Mitglieder. Das erste Vereinsheim befand sich am Brieskower See in Brieskow-Finkenheerd, der den Mitgliedern Trainingsmöglichkeiten zum Rudern bot. Das Segeltraining wurde mit Unterstützung des Müllroser SV 1898 auf dem Müllroser See durchgeführt. Das Oderhochwasser 1997 zerstörte das Vereinsgelände am Brieskower See, weshalb es in der Folge aufgegeben werden musste. Auf der Suche nach einem geeigneten Standort befand sich der Seesportverein Hanseat Finkenheerd zwischenzeitlich am Helenesee und anderen Vereinen des Scharmützelsees. Seit 2003 bereicherten einige Mitglieder des Seesportvereins schließlich das Vereinsleben im SSVaW.